# Galurski jezik
Galurski jezik (galurski sardinski; ISO 639-3: sdn), jedan od četiri sardinska jezika kojim govori nepoznat broj Tempijskih Sarda iz provincije Olbia-Tempio (Terranoa-Tèmpiu) na sjeveroistoku Sardinije, Italija. 100 000 govornika (Salminen 1993), a etničkih ima 290 000 (2008). Jedan je od članova sardinskog makrojezika.

## Vanjske poveznice
- Ethnologue (14th)
- Ethnologue (15th)